# Gualtiero Tumiati

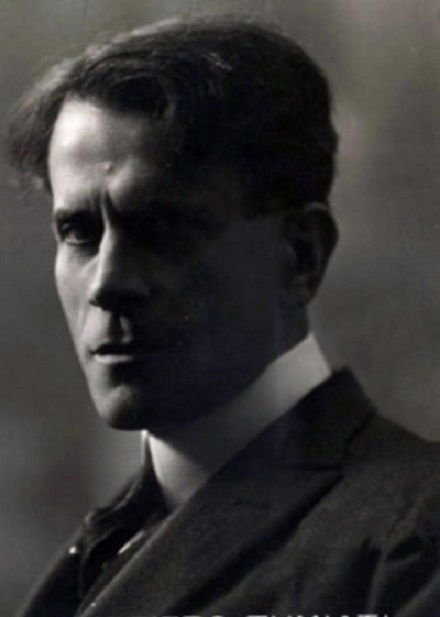
Gualtiero Tumiati (circa 1920)

Gualtiero Tumiati (* 8. Mai 1876 in Ferrara; † 23. April 1971 in Rom) war ein italienischer Schauspieler und Regisseur.
Tumiati war Sohn eines bekannten Anwalts und Bruder des Schriftstellers Corrado Tumiati, des Universitätsprofessors und Juristen Leopoldo Tumiati und des Dramatikers Domenico Tumiati sowie Onkel des Journalisten und Schriftstellers Gaetano Tumiati und des jungen Francesco Tumiati Held des Antifaschismus in Ferrara. Er schloss sein Jurastudium ab und praktizierte kurz in der Anwaltskanzlei seines Vaters. Sein Debüt fand ungefähr im Alter von dreißig Jahren statt.
Gemeinsam mit seiner Frau Beryl Hight, Malerin und Bühnenbildnerin, gründete er 1924 ein Avantgarde Theater. Seine letzten zehn Jahre seines Lebens war er blind.

## Filmographie (Auswahl)
- 1935: Casta Diva – Regie: Carmine Gallone
- 1942: Malombra – Regie: Mario Soldati
- 1943: Piazza San Sepolcro – Regie: Giovacchino Forzano
- 1943: La vita è bella – Regie: Carlo Ludovico Bragaglia
- 1944: Vivere ancora – Regie: Nino Giannini und Leo Longanesi
- 1945: L’adultera – Regie: Duilio Coletti
- 1946: Le vie del peccato – Regie: Giorgio Pàstina
- 1946: Verschwörung gegen Tod und Hölle (Amanti in fuga) – Regie: Giacomo Gentilomo
- 1946: Il Passatore – Regie: Duilio Coletti
- 1946: Tempesta d’anime – Regie: Giacomo Gentilomo
- 1947: Daniele Cortis – Regie: Mario Soldati
- 1947: Eugenie Grandet (Eugenia Grandet) – Regie: Mario Soldati
- 1947: Aufstand in Sibirien (La figlia del capitano) – Regie: Mario Camerini
- 1948: La leggenda di Faust – Regie: Carmine Gallone
- 1948: L’uomo dal guanto grigio – Regie: Camillo Mastrocinque
- 1949: Cuori sul mare – Regie: Giorgio Bianchi
- 1950: Der verbotene Christus (Il Cristo proibito) – Regie: Curzio Malaparte
- 1950: Die Leidenschaftliche (L’edera) – Regie: Augusto Genina
- 1950: Der Dieb von Venedig (Il ladro di Venezia) – Regie: John Brahm
- 1951: Le avventure di Mandrin – Regie: Mario Soldati
- 1951: Mutterliebe, Mutterleid  (I figli di nessuno) – Regie: Raffaello Matarazzo
- 1952: Zorro, der Held (Il sogno di Zorro) – Regie: Mario Soldati
- 1952: Menzogna – Regie: Ubaldo Maria Del Colle
- 1952: Il tenente Giorgio – Regie: Raffaello Matarazzo
- 1952: Die drei Korsaren (I tre corsari) – Regie: Mario Soldati
- 1952: Das Lied vom Verrat (Processo alla città) – Regie: Luigi Zampa
- 1952: Vergib mir Madonna (Noi peccatori) – Regie: Guido Brignone
- 1952: Don Camillo und Peppone (Le petit monde de Don Camillo) – Regie: Julien Duvivier
- 1952: Chi è senza peccato... – Regie: Raffaelo Matarazzo
- 1952: Le marchand de Vénise – Regie: Pierre Billon
- 1953: La nave delle donne maledette – Regie: Raffaello Matarazzo
- 1954: Rigoletto (Rigoletto e la sua tragedia) – Regie: Flavio Calzavara
- 1954: Die Fahrten des Odysseus (Ulisse) – Regie: Mario Camerini
- 1954:  Der Graf von Monte Christo (Teil 1: Le cômte de Montecristo: Edmond Dantes, Teil 2: 	Le cômte de Montecristo: La vengeance) – Regie: Robert Vernay
- 1954: Guai ai vinti – Regie: Raffaello Matarazzo
- 1956: Krieg und Frieden (War and Peace) – Regie: King Vidor
- 1963: Die Arche Noah (Giacobbe, l’uomo che lottò con Dio) – Regie: Marcello Baldi